# غريغ هيدر
غريغ هيدر (بالإنجليزية: Greg Hyder)‏ مواليد 21 يونيو 1948 في فيكتورفيلي، هو لاعب كرة سلة أمريكي معتزل. بدأ مسيرته الاحترافية في سنة 1970. تم اختياره من قبل فريق سكرامنتو كينغز خلال الدرافت. حمل الرقم 16. يبلغ طوله 6 قدم 6 بوصة (2.0 م). اعتزل اللعب في 1971.

## روابط خارجية
- غريغ هيدر على موقع إن بي أي (الإنجليزية)
- غريغ هيدر على موقع سبورتس رفرنس (الإنجليزية)
- غريغ هيدر على موقع ريلجم (الإنجليزية)
- غريغ هيدر على موقع بروبوليرز (الإنجليزية)